# Shohei Kamada
Shohei Kamada (鎌田 祥平 Kamada Shohei?, nacido el 11 de mayo de 1980 en Nagano) es un exfutbolista japonés. Jugaba de centrocampista y su último club fue el Banditonce Kobe de Japón.

## Trayectoria

### Clubes
| Club             | País  | Año         |
| ---------------- | ----- | ----------- |
| Tokushima Vortis | Japón | 2004 - 2005 |
| Banditonce Kobe  | Japón | 2006        |